# Центральний державний архів громадських об'єднань та україніки

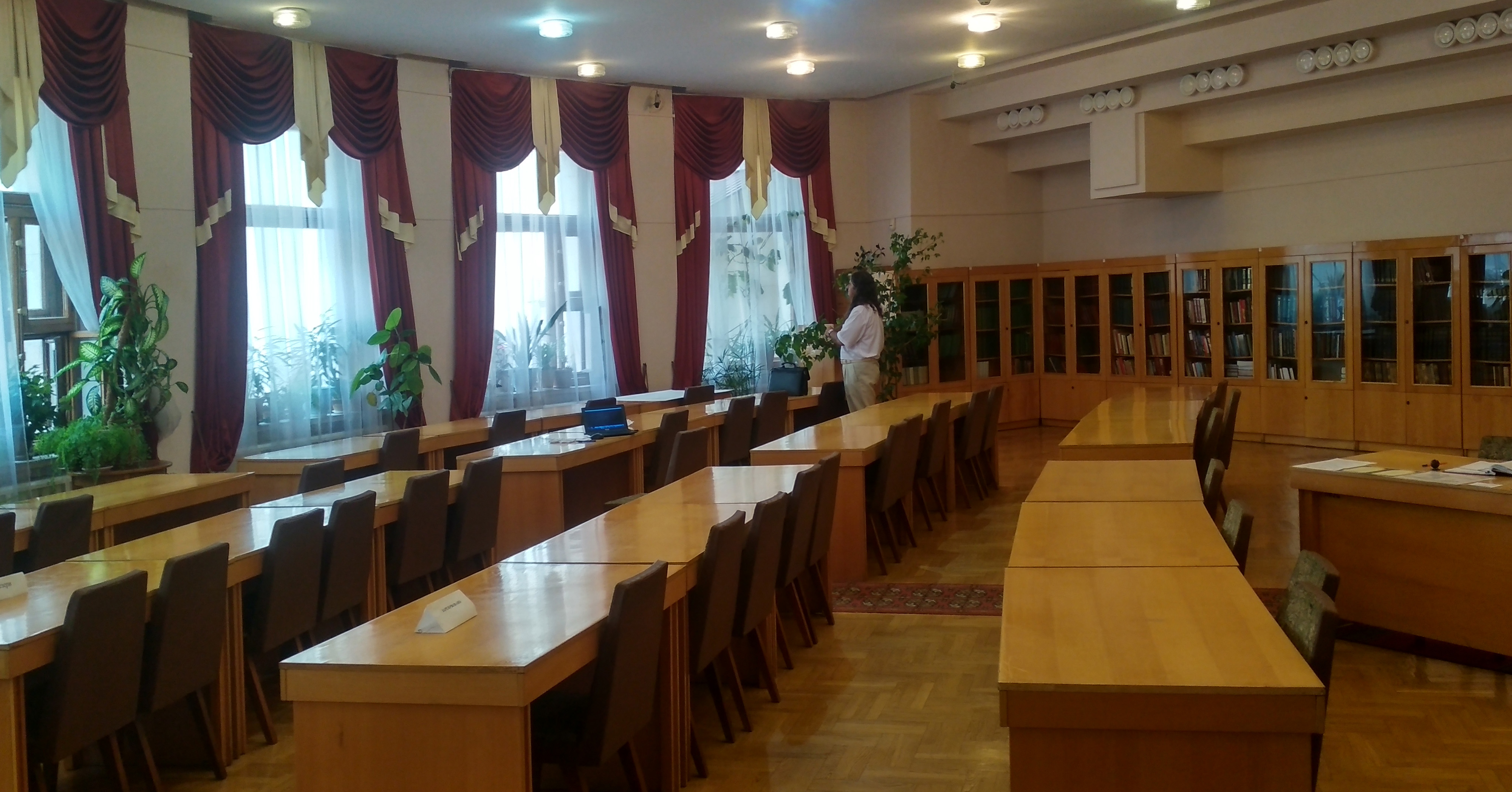
Читальний зал архіву

Центральний державний архів громадських об'єднань та україніки — архівна установа, в якій зберігаються документи політичних партій, рухів та об'єднань громадян, що діяли в Україні від початку XX століття та діють сьогодні.

## Історія

### Зміни назв і підпорядкування
Установу започатковано 1929 року під назвою Єдиного партійного архіву (ЄПА) Інституту історії партії та Жовтневої революції на Україні при ЦК КП(б)У як один із 30 філіалів Центрального партійного архіву Інституту В. І. Леніна при ЦК ВКП(б).
З грудня 1939 по червень 1945 року мав статус самостійної установи і існував під назвою — Центральний партійний архів (ЦПА) ЦК КП(б)У, а згодом знову підпорядковувався на правах сектора Українському філіалу Інституту Маркса-Енгельса-Леніна при ЦК ВКП(б) (назва Інституту змінювалася: з 1953 року — Інститут історії партії ЦК Компартії України — філіал Інституту Маркса-Енгельса-Леніна-Сталіна при ЦК КПРС; з 1956 року — Інститут історії партії ЦК Компартії України — філіал Інституту марксизму-ленінізму при ЦК КПРС; з лютого 1974 року — Інститут історії партії при ЦК Компартії України — філіал Інституту марксизму-ленінізму при ЦК КПРС).
У 1991 році реорганізований у Архів ЦК КПУ, який функціонував у складі Інституту політичних досліджень ЦК Компартії України.
Статус державного архіву та сучасну профілізацію архів здобув після передачі документів Компартії України на державне зберігання згідно з Указом Президії Верховної Ради від 27 серпня 1991 року і постановою Кабінету Міністрів України № 290 від 25 жовтня 1991 року.
Відповідно до постанови Кабінету Міністрів України № 732 від 28 червня 2022 року «Про оптимізацію системи центральних державних архівів» у результаті злиття Центрального державного архіву громадських об'єднань України (ЦДАГО України) та Центрального державного архіву зарубіжної україніки (ЦДАЗУ) 7 жовтня 2022 року було утворено Центральний державний архів громадських об'єднань та україніки (ЦДАГОУ), який визначено правонаступником центральних державних архівів, реорганізованих у результаті злиття.

### Передумови
Джерельний комплекс архіву почав формуватися в 1921—1922 роках після створення (за рішенням Політбюро ЦК КП(б)У 13 лютого 1921 року) Комісії з історії Комуністичної партії і Жовтневої революції на Україні (Всеукраїнський істпарт), серед головних завдань діяльності якої було збирання історико-партійних документів і друкованих матеріалів, їхня концентрація, облік і упорядкування.
Істпарти провели велику роботу з виявлення, забезпечення зберігання матеріалів (архівних, приватних документів, фотографій) дореволюційного періоду, що містили інформацію з історії робітничого, революційного руху, мемуарів членів партії, учасників революцій, громадянської війни тощо. Найбільш важким завданням було збирання саме партійних документів, оскільки, перебуваючи на нелегальному становищі, партійні організації намагалися залишати якомога менше документальних свідчень своєї діяльності, тож «архівний фонд з історії революційного руху і більшовицьких організацій України доводилося створювати і поповнювати буквально поаркушно».
У зв'язку зі створенням Центрального партійного архіву і його 30 філіалів на місцях документи партійних комітетів, що не використовувалися в роботі, а також всі цінні матеріали перших років радянської влади комсомольських організацій, документи «дрібнобуржуазних» політичних партій дореволюційного періоду та фотодокументи мали бути передані до партійних архівів (у тому числі й такі матеріали, що зберігалися в державних архівних установах, музеях) і надалі зосереджуватися в них.
Це визначило також склад і зміст матеріалів, форми та методи комплектування ЄПА Інституту історії партії та Жовтневої революції на Україні при ЦК КП(б)У. Згідно з Положенням про Інститут у ЄПА мали зосереджуватися і зберігатися документи ЦК КП(б)У, ЦКК КП(б)У, ЦК ЛКСМУ, комуністичних фракцій республіканських радянських, профспілкових органів і громадських організацій, архіви ліквідованих у 1925 році губернських і повітових партійних і комсомольських органів, спогади учасників революційного руху, фотоілюстративні матеріали історико-партійного характеру. На ЄПА покладалося збирання та систематизація архівних матеріалів, завдання всебічного використання їх у науково-дослідній, публікаторській та довідковій діяльності, науково-методичного керівництва відповідною роботою на місцях.

### 1929—1945 роки
Вже протягом 1929–1930 роках ЄПА прийняв на зберігання близько 80 тис. справ, у тому числі понад 50 тис. справ, що містили документи ЦК КП(б)У, ЦКК КП(б)У, місцевих партійних органів, які раніше зберігалися в Центральному архіві революції. З поточного архіву ЦК КП(б)У передали документи відділів до 1926 року включно. Понад 2 тис. справ одержано від ЦК ЛКСМУ, значна кількість документів надійшла від партійних секцій окружних історичних архівів.
Наприкінці 1932 року в ЄПА налічувалося понад 100 тис. справ, а на початку 1941 року вже в ЦПА — понад 200 тис. справ, що складалися з документів і матеріалів ЦК і ЦКК КП(б)У, місцевих партійних організацій, ЦК ЛКСМУ, копій документів з історії партії, мемуарів ветеранів партії, ілюстративних матеріалів.
З початком німецько-радянської війни частина фондів була евакуйована до Челябінська (РРФСР), проте через нестачу транспортних засобів вивезти всі документи не вдалося. Значна кількість їх була спалена. Свідоме знищення документів, яких не можна було евакуювати (в першу чергу — партійних архівів), — одна з найдраматичніших сторінок у історії архівної справи. Перед неминучою окупацією влада виходила з того, що до рук ворога не повинні потрапити архіви, що могли становити для нього оперативний інтерес. Особливо це стосувалося особових документів.
Загалом архів втратив до 90 % документів — близько 144 тис. одиниць зберігання, у тому числі документи відділів ЦК КП(б)У (агітаційно-масового, культурно-пропагандистського, кадрів, обліково-статистичного і інформаційного секторів та інші) за 1919—1936 роки, матеріали Центральної контрольної комісії КП(б)У (1923—1934) та Партколегії Комісії партійного контролю при ЦК ВКП(б) по УРСР (1937); картки кандидатів у члени КП(б)У та партквитки старого зразка; тимчасові посвідчення членів і кандидатів у члени КП(б)У. Серед втрат архіву були матеріали ЦК ЛКСМУ (1919—1926), апеляційні справи комсомольців (1925—1939), документальні комплекси Істпарту ЦК КП(б)У (1920—1925) та ВУАМЛІН (матеріали інститутів філософії, історії, економіки, радянського будівництва і права, комісії з літератури за 1925—1936 роки).
Сильно потерпів масив документів окружкомів, губкомів, повіткомів, міськкомів і райкомів КП(б)У та ЛКСМУ (1919—1925), фракцій Всеукраїнського комітету профспілок (1920—1934), первинних партійних осередків відомств, наукових установ, заводів (1918—1940).
Масштабних втрат зазнали й регіональні партійні архіви. Київський обласний партійний архів не вдалося евакуювати; майже усі документи було знищено. У Полтаві будівля партійного архіву була дощенту зруйнована вибухом і лише частину документів було евакуйовано. У Харкові близько 90 % фондів партійного архів було вивезено на один із заводів і спалено. Знищено третину Ворошиловградського (тепер — Луганський) і Кам'янець-Подільського (тепер — Хмельницький) партійних архівів. В евакуації не вдалося забезпечити належних умов зберігання матеріалів Одеського та Кам'янець-Подільського обласних партійних архівів, вони повернулися в значно пошкодженому стані.
Більш-менш вдало було проведено евакуацію лише Чернігівського, Запорізького, Житомирського, Кіровоградського, Миколаївського, Сталінського (тепер — Донецький) обласних партійних архівів. У Дніпропетровську не вдалося вивезти або знищити багато важливих фондів з партійного архіву, включаючи архів обкому партії; згодом його було вивезено на захід.

### 1945–1950-ті роки
У повоєнний час у комплексі завдань, які постали перед архівом, особливе значення надавалося відтворенню джерельної бази історико-партійних досліджень. Треба було, по-перше, виявити і взяти на облік документи, що відклалися в партійних і комсомольських органах у роки війни, а також документи, що з різних причин не передавалися на зберігання в передвоєнний період; по-друге, зібрати матеріали партійного та комсомольського підпілля, антифашистських груп, радянського партизанського руху; по-третє, поповнити копіями документів з центральних, обласних державних і партійних архівів прогалини в архівних фондах, що утворилися через втрату оригіналів.
Протягом 1945—1950 років ЦК КП(б)У передав на зберігання до архіву понад 60 тис. справ, серед яких особливу цінність становили матеріали з'їздів, конференцій і пленумів ЦК (1925—1941), документи його відділів. За рішенням ЦК з архівів обкомів КП(б)У надійшли протоколи конференцій, пленумів і засідань бюро обласних, окружних, місцевих комітетів партії. Упродовж 1947—1950 років одержано понад тисячу справ із згаданими документами, що поповнили джерельну базу інформаційного сектора ЦК.
Крім того, передбачалося зосередити в архіві фонди всіх губкомів партії, частина яких зберігалася тут ще в довоєнний період. Протягом 1949—1950 років до архіву надійшло близько 11 тис. справ, що дозволило сформувати досить повний джерельний комплекс з історії партійних організацій республіки в 1921—1925 роках. У 1980 році згідно з «Положенням про Архівний фонд КПРС», затвердженим ще 1966 року, фонди губкомів КП(б)У були повернуті відповідним партійним архівам обкомів КПУ.
Після ліквідації Комісії з історії Великої Вітчизняної війни при Академії наук УРСР (1949) архіву було доручено прийняти на зберігання документи Українського штабу партизанського руху (УШПР), радянських партизанських з'єднань і загонів. Таким чином, створювалося унікальне зібрання документальних джерел з історії радянського підпільного та партизанського руху в Україні в роки участі Радянського Союзу в Другій світовій війні.
За вказівкою ЦК КП(б)У з 1947 року державні архіви республіки розпочали виявлення у своїх фондах документів з історії соціал-демократичного руху, діяльності більшовицьких організацій. Того ж року ними було передано до архіву 1128 копій документів з історії Компартії України, а загалом у перші повоєнні роки скопійовано понад 40 тис. аркушів. Ці копії об'єднувалися в самостійні колекції, що систематично поповнювалися новими надходженнями. До середини 1950-х років у результаті здійснення заходів щодо відновлення і поповнення документальної бази в архіві налічувалося 225 фондів, в яких зберігалося 138 417 справ за 1917—1950 роки.

### 1960–1980-ті роки
У 1960—1980 роках до архіву надалі надходили на зберігання документи центральних партійних і комсомольських органів, розпочалося комплектування матеріалами редакцій партійних і комсомольських газет, журналів, видавництв, поповнювалися архівні колекції. У 1988 році у вигляді 117 коробок компактного розсипу до архіву з КДБ УРСР надійшов невеликий масив документів «Музею визвольної боротьби України» (існував у Празі з 1925 по 1948 рік).

### 1991 рік— сучасність
На виконання Указу Президії Верховної Ради України від 9 вересня 1991 року «Про передачу архівних документів Комітету державної безпеки України до державних архівів республіки» ЦДАГО отримав на зберігання від Служби безпеки України понад 34 тис. архівно-слідчих справ репресованих органами ДПУ-НКВС-КДБ у 1920–1950-х роках громадян (по Києву та Київській області).
В архіві формується новий документальний масив — фонди сучасних політичних партій. Прийнято на зберігання документи громадського об'єднання Народний рух України, Української республіканської партії (УРП), Демократичної партії України (ДемПУ). Продовжується робота щодо підготовки та передачі до ЦДАГО фондів й інших політичних партій. Впродовж 2000 року з Державного архіву Київської області надійшли 23 фонди комітетів КПУ міністерств та інших центральних установ УРСР, загалом 13 900 одиниць зберігання, що функціонально та ідеологічно пов'язані з документами ЦК КПУ та підпорядкованих йому установ. Перелік цих фондів подано в «Реєстрі фондів ЦДАГО України».
Станом на 2001 рік у ЦДАГО України зберігалося 158 фондів (369 описів) у складі 255 106 справ, документи яких тематично представляють усе розмаїття української новітньої історії, зокрема:
- політичну палітру українського суспільства першої чверті XX століття крізь призму діяльності політичних партій і організацій;
- події періоду Української революції 1917—1920 років у протиборстві політичних, військових сил;
- формування і руйнацію партійно-державної системи, діяльність вищого партійного керівництва, його роль у політичному, економічному, культурному житті республіки, відносини із союзним центром;
- проведення українізації, розвиток національної культури в 1920-х роках; діяльність Миколи Скрипника, Олександра Шумського, Миколи Хвильового, Георгія Лапчинського, Михайла Грушевського, Сергія Єфремова, Агатангела Кримського;
- здійснення репресивної політики сталінізму (проведення колективізації сільського господарства та знищення селян-власників, голодомори, переслідування інтелігенції, духовенства тощо);
- діяльність громадських об'єднань і діячів української еміграції в 1920–40-х роках (до цього комплексу документів належить листування багатьох представників української еліти — Володимира Винниченка, Євгена Петрушевича, Степана Смаль-Стоцького, Олега Ольжича (Кандиби), Всеволода Петріва, Андрія Лівицького, Дмитра, Катерини, Марка і Михайла Антоновичів, Симона Петлюри та ін.);
- події Другої світової війни на території України (діяльність партійно-радянського керівництва УРСР; окупаційний режим нацистських загарбників та збитки, завдані ними Україні; партійне та комсомольське підпілля; радянський партизанський рух, зокрема партизанських з'єднань під командуванням Сидора Ковпака, Олексія Федорова, Михайла Наумова, Олександра Сабурова, партизанських загонів, у тому числі й тих, що діяли на території Чехословаччини й Польщі; діяльність ОУН-УПА);
- розвиток радянського суспільства в післявоєнний період;
- ідеологічні процеси в суспільно-політичному житті 1970-х — середини 1980-х років, боротьбу влади з різними проявами інакомислення;
- створення та діяльність нових громадських об'єднань, рухів, політичних партій (кінець 1980-х — 1990-ті роки);
- передісторію та хроніку подій Чорнобильської катастрофи, її наслідки.

Зорієнтуватися в такому тематично багатоплановому джерельному комплексі допомагає науково-довідковий апарат (НДА) архіву: описи фондів, покажчики, систематичний і хронологічний каталоги, окремі тематичні та алфавітні картотеки, автоматизована пошукова система за фондом архівно-слідчих справ колишніх репресованих громадян (понад 1200 записів). НДА значно розширюють методичні розробки, довідкові та документальні видання архіву. Але, використовуючи науково-довідковий апарат архіву, слід враховувати, що значна його частина створювалася до 1991 року, а отже має притаманну мережі партійних архівів специфіку.
У партійних архівах не було путівників по фондах. Каталогізація здійснювалася за класифікацією, головною ознакою зведення до груп, в якій були види партійної роботи; до того ж, каталогізації підлягали в основному фонди партійних органів і великих партійних організацій. Поза увагою залишалися матеріали «окремих папок», інші засекречені документи, які не видавалися дослідникам, а сьогодні користуються неабияким попитом. Нині доступ обмежено лише до деяких матеріалів, що містять державну таємницю, а також стосуються особистих інтересів громадян, які охороняються законом. Останнім часом у архіві зроблено чимало для розширення інформативності науково-довідкового апарату. Важливою в цій роботі є підготовка путівника, який дав би можливість максимально ознайомити дослідників з документальними джерелами, що відклалися у фондах, їхньою тематичною проблематикою.

## Фонди архіву
Станом на липень 2017 року:
- 227 фондів;
- 613 описів
- 300 814 справ

В архіві зберігаються документи за період від початку XX століття до сьогодення
Основний масив документів архіву зосереджено у фонді Центрального комітету Комуністичної партії України. У ньому відклалися стенограми з'їздів і конференцій, документи вищого партійного керівництва — Політбюро, Оргбюро, Секретаріату за період з 1918 по 1991 рік. Представлено матеріали відділів апарату ЦК Компартії України, інформаційні документи обкомів партії, надіслані до ЦК КП України. Вони дають повне уявлення про формування партійно-державної системи, розкривають механізм її дії, характеризують політичне, економічне, культурне життя республіки в радянську добу (1918—1991 роки).
В архіві зберігаються фонди редакцій партійних газет і журналів, науково-дослідних установ та навчальних закладів Компартії України.
У фонді ЦК ЛКСМ України (1919—1990 роки) представлені протоколи з'їздів, конференцій, пленумів, засідань Бюро і Секретаріату ЦК ЛКСМУ; документи відділів ЦК ЛКСМУ, обласних організацій, комсомольського підпілля (1941—1945 роки), республіканської комсомольської школи при ЦК ЛКСМУ; матеріали редакцій комсомольських газет і журналів.
Події часів Української революції 1917—1920 рр. відтворені у фондах українських політичних партій: Української соціал-демократичної робітничої партії (незалежних), Української партії лівих соціалістів-революціонерів (борбистів), Української партії соціалістів-федералістів, Української комуністичної партії (боротьбистів), Української соціал-демократичної робітничої партії, Комуністичної партії Східної Галичини — Комуністичної партії Західної України, місцевих комітетів Російської соціал-демократичної робітничої партії (більшовиків) та ін.
У фондах єврейських політичних партій і організацій представлені Бунд, Комфарбанд, Єврейська соціал-демократична партія «Поалей-Ціон» та Єврейська комуністична партія «Поалей-Ціон», Єврейська робітнича партія соціалістів-територіалістів, Об'єднана єврейська соціалістична робітнича партія, сіоністські організації, місцеві комітети цих партій, молодіжні організації.
У фондах архіву представлено найповніший документальний комплекс радянського партизанського руху в Україні періоду Великої Вітчизняної війни 1941—1945 років (документи Українського штабу партизанського руху, понад 70 партизанських з'єднань, серед яких — з'єднання під командуванням Сидора Ковпака, Олексія Федорова, Михайла Наумова, Олександра Сабурова, та інших партизанських загонів, у тому числі й тих, що діяли в Чехословаччині, Польщі, інших країнах Центральної і Південно-Східної Європи).
В архіві зберігаються документи і матеріали Музею визвольної боротьби українського народу в Празі про діяльність громадських об'єднань і діячів української еміграції в 1920-ті — 1940-ві роки. Документальний комплекс музею репрезентований матеріалами Української академічної громади, Центрального емігрантського союзу українських студентів, Українського національного союзу, Українського історико-філологічного товариства, товариств колишніх вояків УНР, Спілки українських пластунів, Спілки українських лікарів та інших організацій. До комплексу входить листування багатьох представників української еліти: Володимира Винниченка, Симона Петлюри, Євгена Петрушевича, Степана Смаль-Стоцького, Олега Ольжича (Кандиби), Всеволода Петріва, Андрія Лівицького, родини Антоновичів та ін.
В архіві зберігаються кримінальні справи громадян, репресованих органами ДПУ-НКВС-КДБ у 1920-1950-ті роки по м. Києву та Київській області, що надійшли від Служби безпеки України. Серед них — матеріали стосовно видатних діячів науки, літератури, мистецтва: академіків Агатангела Кримського, Євгена Тимченка, Олександра Гольдмана, Олександра Грушевського; письменників Остапа Вишні (Павла Губенка), Сергія Пилипенка, Людмили Старицької-Черняхівської; художника Миколи Івасюка; священнослужителів — митрополитів Української автокефальної церкви Василя Липківського, Василя Єрмакова та ін.
Архів зберігає фонди особового походження Дем'яна Коротченка, Сидора Ковпака, Федора Сергєєва (Артема), Григорія Петровського, Олексія Федорова, Петра Шелеста; колекції документів з історії Компартії України; листівок періоду німецько-радянської війни 1941—1945 рр.; фонди комісій з історії різних періодів УРСР.
Сьогодні в архіві формується новий документальний масив — фонди сучасних політичних партій і громадських об'єднань. Прийнято на зберігання документи:
- Народного руху України;
- Української республіканської партії;
- Ліберальної партії України;
- Демократичної партії України;
- Республіканської християнської партії України;
- Соціалістичної партії України;
- Партії «Реформи і порядок»;
- Української республіканської партії «Собор»;
- Національної ради жінок України;
- Народно-демократичного об'єднання «Нова Україна»;
- Всеукраїнського об'єднання лівих «Справедливість».

Основний склад матеріалів — протоколи установчих з'їздів, програмні документи (статути, програми, виборчі платформи), матеріали з'їздів та конференцій, протоколи засідань центральних органів, документи обласних, районних і міських організацій, агітаційні передвиборчі матеріали, інформаційні бюлетені пресових служб, друковані видання тощо.

### Довідкові видання
Загальні довідкові видання
- Архівні установи України: Довідник. — К., 2000. — С. 25–28.
- Пиріг Р. Я. Архів громадських об'єднань України [Архівовано 20 лютого 2017 у Wayback Machine.] // Енциклопедія сучасної України / ред. кол.: І. М. Дзюба [та ін.] ; НАН України, НТШ, Коорд. бюро Енцикл. Сучас. України НАН України. — К. : Поліграфкнига, 2001. — Т. 1 : А. — С. 701. — ISBN 966-02-2075-8.
- Пиріг Р. Я.  Центральний державний архів громадських об'єднань України [Архівовано 13 березня 2016 у Wayback Machine.] // Енциклопедія історії України : у 10 т. / редкол.: В. А. Смолій (голова) та ін. ; Інститут історії України НАН України. — К. : Наукова думка, 2013. — Т. 10 : Т — Я. — С. 460. — ISBN 978-966-00-1359-9.
- Центральний державний архів громадських об'єднань України: Путівник / Держкомархів України. ЦДАГО України; авт.-упоряд.: Б. Іваненко (кер.), О. Бажан, А. Кентій та ін. — К., 2001. — 496 с. — (Архівні зібрання України. Путівники).
- Центральний державний архів громадських об'єднань України, м. Київ: [Буклет] / уклад.: О. В. Бажан, М. А. Деркач. — К., 2004. — [8] с.
- Центральний державний архів громадських об'єднань України і його науково-довідковий апарат: Довідник / упоряд.: Т. Т. Гриценко та ін. — К., 1998. — 48 с.
- Grimsted Patricia Kennedy. Archives and Manuscript Repositories in the USSR. Ukraine and Moldavia. — Princeton, 1988. — B. 1. — P. 290—295. (англ.)

Спеціальні довідкові видання
- Партизанський рух у роки Великої Вітчизняної війни (1941—1945): Анот. покажчик фондів ЦДАГО України / підгот.: Р. Я. Пиріг, Н. В. Маковська, О. С. Ткач // Архіви України. — 1995. — № 4–6. — С. 109—124.
- Друга світова війна в документах ЦДАГО України (1939—1945 рр.): Темат. покажчик / упоряд.: Т. Т. Гриценко, І. Л. Комарова, В. М. Мазур та ін. — К., 1998. — 54 с.
- Україна партизанська. 1941—1945 : Партизанські формування та органи керівництва ними: Наук.-довід. видання / ЦДАГО України; авт.-упоряд.: В. С. Лозицький, О. В. Бажан, А. В. Кентій, О. С. Ткач. — К. : Парламентське вид-во, 2001. — 320 с.
- Національний архівний фонд України. Засоби інтелектуального доступу до документів: Короткий довідник. — К., 2002. — С. 19–24.

### Огляди фондів
- Кентій А. В. Фонд «Український музей у Празі» ЦДАГО України як складова «Празького архіву» (за результатами впорядкування) // Архіви України. — 2000. — № 1–3. — С. 43–49.
- Кентій А. В. Комплекс листів С. В. Петлюри у фондах ЦДАГО України // Архіви України. — 2001. — № 1–2. — С. 72–78.
- Мушинка М. Архіви української еміграції з Чехо-Словаччини (1917—1945): Сучасний стан і місця зберігання // На службі Кліо Зб. наук. праць на пошану Любомира Романа Винара. — К.; Нью-Йорк; Торонто; Париж; Л., 2000. — С. 532—545.
- Огляд документів «Празького архіву» у складі ЦДАГО України.
- Павленко І. Відділ ЦК КП(б)У по західних, Ізмаїльській та Закарпатській областях: документи ЦДАГО України // Архіви України. — 2001. — № 4–5. — С. 114—120.
- Павленко І. Джерела з історії ідеологічної боротьби з українським національно-визвольним рухом у Західній Україні: Автореф. дис. … канд. іст. наук: 07.00.06. — К., 2001. — 16 с. У дисертації проаналізовано комплекс документів ЦК КП(б)У, що зберігається у ЦДАГО України.
- Пиріг Р. Я. Грушевськіана у фондах архіву [ЦДАГО України] // Архіви України. — 1996. — № 1–3. — С. 12–15.
- Пиріг Р. Я. Документи «окремої папки» ЦК КП(б)У як історичне джерело // Укр. археогр. щорічник. Нова серія. — К., 1999. — Вип. 3–4. — С. ЗЗ1–343.
- Пиріг Р. Я. Фонди і колекції Музею Визвольної боротьби України у Празі в складі документів Центрального державного архіву громадських об'єднань України // Повернення культурного надбання України: проблеми, завдання, перспективи. — К., 1999. — Вип. 12. — С. 77–87.
- Grimsted Patricia Kennedy. The Postwar Fate of Petlura Library and the Records of the Ukrainian National Republic // Harvard Ukraian Studies. — 1997. — Vol. XXI (3–4). — P. 393—461. (англ.)
- Sierocki Т. Polonica w Archiwum Instytutu Historii Partii КС KPU w Kijowie // Z Pola Walki. — 1965. — № 4. — S. 264—271. (пол.)

### Історія архіву, окремих фондів, колекцій
- Бабко Ю. В. Архівний фонд КПРС та його використання в інтересах комуністичного будівництва // Архіви України. — 1978. — № 3. — С. 46–54.
- Бажан О. З історії ЦДАГО України (до 70-ліття заснування) // Студії з архів. справи та документознавства. — К., 1999. — Т. 4. — С. 117—122.
- Громицький А. Завдання, робота та перспективи Єдиного партархіву КП(б)У // Літопис революції. — 1930. — № 2. — С. 345—347.
- Новохатський К. Архіви колишньої компартії України: досвід інтеграції до системи державних архівів (1991—2004) // Архіви України. — 2004. — № 4–6. — С. 15–21.
- Павлюк П. І., Москаленко М. Діяльність партійних архівів України // Архіви України. — 1965. — № 4. — С. 32–38.
- Павлюк П. І., Щедріна Д. С. П'ятдесятиріччя Інституту історії партії ЦК КП України — філіалу Інституту марксизму-ленінізму при ЦК КПРС // Укр. іст. журнал. — 1971. — № 4. — С. 3–11.
- Пиріг Р. Я., Щедріна Д. С. Архів ЦК Компартії України: [Інтерв'ю з Р. Я. Пирогом, Д. С. Щедріною] / Розмову вела Л. Васько // Архіви України. — 1991. — № 3. — С. 47–51
- Пиріг Р. Я. «Український архів» Микити Хрущова: проблеми відновлення і використання // Повернення культурного надбання України: проблеми, завдання, перспективи. — К., 1996. — Вип. 6. Матеріали національного семінару «Проблеми повернення національно-культурних пам'яток, втрачених або переміщених під час Другої світової війни» (Чернігів, верес. 1994 р.). — С. 182—187.
- Пирог Р. Архивы Компартии Украины: проблемы интеграции в систему государственной архивной службы // Архивы бывших коммунистических партий в странах Центральной и Восточной Европы: Сб. материалов междунар. конф. (Стара Весь, 28 сент. — 1 окт. 1995 г.). — Варшава, 1996. — С. 64–66. (рос.)
- Пиріг Р. Я. Документальна спадщина Компартії України: проблеми інтеграції в систему державної архівної служби // Константи: Альманах соціальних досліджень. — Херсон, 1996. — № 2. — С. 5–10.
- Пиріг Р. Я., Волосюк Г. Є. Інформаційно-довідкова система справ репресованих у Центральному державному архіві громадських об'єднань України (ЦДАГО України): етапи розробки // Національна архівна інформаційна система «Архівна та рукописна україніка»: Зб. наук. праць. — К., 1996. — Вип. І. Інформатизація архівної справи в Україні: сучасний стан та перспективи. — С. 122—124.
- Щедріна Д. С. З історії становлення і розвитку партійних архівів на Україні // Укр. іст. журнал. — 1978. — № 5. — С. 45–52.
- Щедрина Д. С. Источники опыта борьбы и созидания: (История создания и деятельности партийных архивов Украины). — К., 1987. — 152 с.